# Нарвская (станция метро)
«На́рвская» — станция Петербургского метрополитена. Расположена на Кировско-Выборгской линии, между станциями «Балтийская» и «Кировский завод».
Станция открыта 15 ноября 1955 года в составе первой очереди метрополитена «Автово» — «Площадь Восстания». Названа из-за расположения в историческом районе Нарвской заставы. Павильон располагается на площади Стачек (в прошлом — Нарвская площадь), на которой расположены Нарвские триумфальные ворота.
В ряде источников утверждают, что станция должна была называться «Сталинской». Это ошибочная информация: такой вариант никогда не рассматривался, его нет ни в одном чертеже. Были варианты «Площадь Стачек» и «Нарвские ворота», но имя Сталина там не присутствовало. По другой версии, это миф, порождённый находившимся в торце станции в сторону «Проспекта Ветеранов» мозаичным панно с изображением Сталина, которое, после разоблачения Хрущёвым культа личности Сталина, было демонтировано. Тем не менее, в действительности такое название носила нынешняя станция «Семёновская» Арбатско-Покровской линии Московского метрополитена.
15 декабря 2011 года Советом по сохранению культурного наследия станция внесена в единый государственный реестр объектов культурного наследия регионального значения.

## Наземные сооружения
Павильон станции, построенный по проекту архитекторов А. В. Васильева, Д. С. Гольдгора, С. Б. Сперанского и инженера О. В. Ивановой, расположен на площади Стачек, на углу Старо-Петергофского проспекта.
Павильон выполнен в неоклассическом стиле с купольным завершением. Стену кассового зала должен был украсить рельефный портал с текстом:

Не исключена возможность, что именно Россия явится страной, пролагающей путь к социализму… Надо откинуть отжившее представление о том, что только Европа может указывать нам путь.— И. В. Сталин
Над эскалаторным ходом установлено панно «Слава Труду!» работы скульпторов Г. В. Косова, А. Г. Овсянникова, В. Г. Стамова и А. П. Тимченко. Собравшаяся на митинг на площади Ленина группа рабочих смотрит на знаменосца в центре горельефа. В первоначальном варианте в центре должен был находиться Сталин.
| - Павильон станции сверху - Павильон станции - Первоначальный проект горельефа в вестибюле станции - Современный вид горельефа в вестибюле станции |

## Подземные сооружения
«Нарвская» — пилонная станция глубокого заложения (глубина ≈52 м). Подземный зал сооружён по проекту архитекторов А. В. Васильева, Д. С. Гольдгора, С. Б. Сперанского и инженера О. В. Ивановой.
Тема оформления станции — трудовая доблесть советского народа.
На торцевой стене центрального подземного зала первоначально находилось большое мозаичное панно «Сталин на трибуне», работы президента Академии художеств А. М. Герасимова. Изначально на красочном фоне планировалось установить бюст Сталина.
В 1961 году, после XXII съезда КПСС, с разоблачением Н. С. Хрущёвым культа личности Сталина, панно было демонтировано, а пространство перед ним закрыто мраморной фальш-стеной. В отгороженном пространстве сначала размещался зал заседаний, позже переоборудованный в линейный пункт машинистов для осуществления ими пересменок, а также заступления на смены.
Боковые стены пилонов центрального подземного зала украшают горельефы, изображающие людей разных профессий (48 панно с 12 повторяющимися сюжетами):
- «Деятели искусств». Скульптор М. Т. Литовченко
- «Колхозники». Скульптор М. К. Аникушин
- «Кораблестроители». Скульптор М. Р. Габе
- «Учащиеся». Скульптор Е. Г. Челпанова
- «Селекционеры». Скульптор В. Л. Рыбалко
- «Метростроевцы». Скульптор А. М. Игнатьев. Образом для мастера с отбойным молотком послужил проходчик Метростроя Андрей Иванович Китовцев[8].
- «Текстильщицы». Скульптор Л. М. Холина
- «Литейщики». Скульптор П. Ф. Куликов
- «Моряки». Скульптор В. И. Сычёв
- «Врачи». Скульптор В. О. Пирожкова[9]
- «Советские воины». Скульптор Н. К. Слободинская[10]
- «Строители». Скульптор А. Н. Черницкий

На дверях кабельных шкафов в путевых стенах установлены декоративные решётки с надписью «1955» по году открытия станции.
Наклонный ход (выход со станции), содержащий три эскалатора, расположен в северном торце.
| - Горельеф «Деятели искусств» - Горельеф «Кораблестроители» - Горельеф «Учащиеся» - Горельеф «Текстильщицы» - Горельеф «Моряки» - Горельеф «Врачи» - Горельеф «Советские воины» - Отделка пилонов |

## Наземный общественный транспорт

### Автобусы

#### Городские
| №   | Пересадки                                 | Конечный пункт 1             | Конечный пункт 2               |
| --- | ----------------------------------------- | ---------------------------- | ------------------------------ |
| 2   | Кировский завод                           | Адмиралтейская               | Лигово проспект Маршала Жукова |
| 6   | Приморская Василеостровская               | Наличная улица               | Нарвская                       |
| 35  | -                                         | Канонерский остров           | Нарвская                       |
| 66  | Кировский завод                           | Путиловская набережная       | АС «Кировский завод»           |
| 73  | Ленинский проспект Автово Кировский завод | Счастливая улица             | Нарвская                       |
| 205 | -                                         | Балтийская Балтийский вокзал | Нарвская                       |
| 269 | -                                         | Улица Трефолева              | Нарвская                       |

#### Пригородные
| №    | Пересадки              | Конечный пункт 1             | Конечный пункт 2 |
| ---- | ---------------------- | ---------------------------- | ---------------- |
| 833а | Кировский завод Автово | Балтийская Балтийский вокзал | Калитино         |
| 888  | Кировский завод Автово | Балтийская Балтийский вокзал | Извара Волосово  |

### Троллейбусы
| №  | Пересадки                                 | Конечный пункт 1 | Конечный пункт 2  |
| -- | ----------------------------------------- | ---------------- | ----------------- |
| 20 | Кировский завод Автово Проспект Ветеранов | Нарвская         | Авангардная улица |

### Трамваи
| №  | Пересадки                                                                                             | Конечный пункт 1    | Конечный пункт 2 |
| -- | --- | ------------------- | ---------------- |
| 16 | Обводный канал Лиговский проспект Звенигородская Пушкинская Витебский вокзал Технологический институт | Карбюраторный завод | Нарвская         |

## Путевое развитие
За станцией расположен трёхстрелочный оборотный тупик. В будущем он станет однопутной служебной соединительной ветвью к строящейся станции «Путиловская» Красносельско-Калининской линии. В связи с задержкой открытия пересадки между «Кировским заводом» и «Путиловской» специалистами предполагался вариант организации движения поездов, связывающий её и Кировско-Выборгскую линию — по принципу вилочного движения, когда одна линия разделяется на две части, однако, поскольку такое решение связано с риском непривычного увеличения интервалов между поездами вследствие длительного следования по служебной соединительной ветви, затем далее по Красносельско-Калининской линии и обратно, а также переделыванием графика для Кировско-Выборгской линии, что вызвало бы большую загруженность, от него отказались.
В 1950-х — начале 1960-х годов часть поездов Кировско-Выборгской линии предполагалось направлять только до «Нарвской». На световых табло с надписью «Поезд следует до станции», висевших над платформой направления в сторону станции «Автово» на ряде станций, среди возможных конечных станций перечислялась и «Нарвская». Сейчас тупик используется очень редко, поезда в него заходят только на ночной отстой. Из известных случаев оборот был задействован 3 апреля 2017 года в день совершения террористического акта в Петербургском метрополитене — тупик использовался для оборота составов, работающих на участке «Проспект Ветеранов» — «Нарвская» (ввиду особенностей расположения путевого развития, — по направлению к «Девяткину» перед, а не за «Нарвской», оборот осуществлялся в неправильном направлении — по «встречному движению»), а также для оборота составов Московско-Петроградской линии, поскольку это был один из ближайших оборотных тупиков (в противном случае пришлось бы организовывать челночное движение, что в условиях плотности графика и, как следствие, интервалов, невозможно. Впрочем, через некоторое время после теракта оно остановилось — весь метрополитен был закрыт на проверку до вечера). 
Следующий случай задействования станции для оборота поездов Московско-Петроградской линии был 25 апреля 2025 года, движение осуществлялось без остановки через «Технологический институт», следовавших далее по служебной соединительной ветви, соединяющей Московско-Петроградскую линию с Кировско-Выборгской. Пассажирского движения при этом не было, несмотря на подходящую 6-вагонную составность идущего без остановок поезда.

## Перспективы
В 2010 году станцию планировалось закрыть на 14 месяцев на реконструкцию для проведения работ по полной замене эскалаторов с увеличением их количества до четырёх, а также частичной замене конструкций наклонного хода. Однако в связи с несовершенством конструкции эскалаторов планировавшегося типа, опробованных ранее на переходах на станцию «Спасская», закрытие «Нарвской» было отложено до 2012 года, в течение которого к реконструкции так и не приступили. В 2013 году появились сведения о возможности закрытия станции на ремонт в 2014 году, однако на сайте ГУП «Петербургский метрополитен» в графике ремонтов на 2014 год «Нарвская» отсутствует.
Планируется строительство перехода на проектируемую станцию «Нарвская-2» Кольцевой линии (после 2030 года).

## Отменённый довоенный проект первой очереди (январь 1941 года)

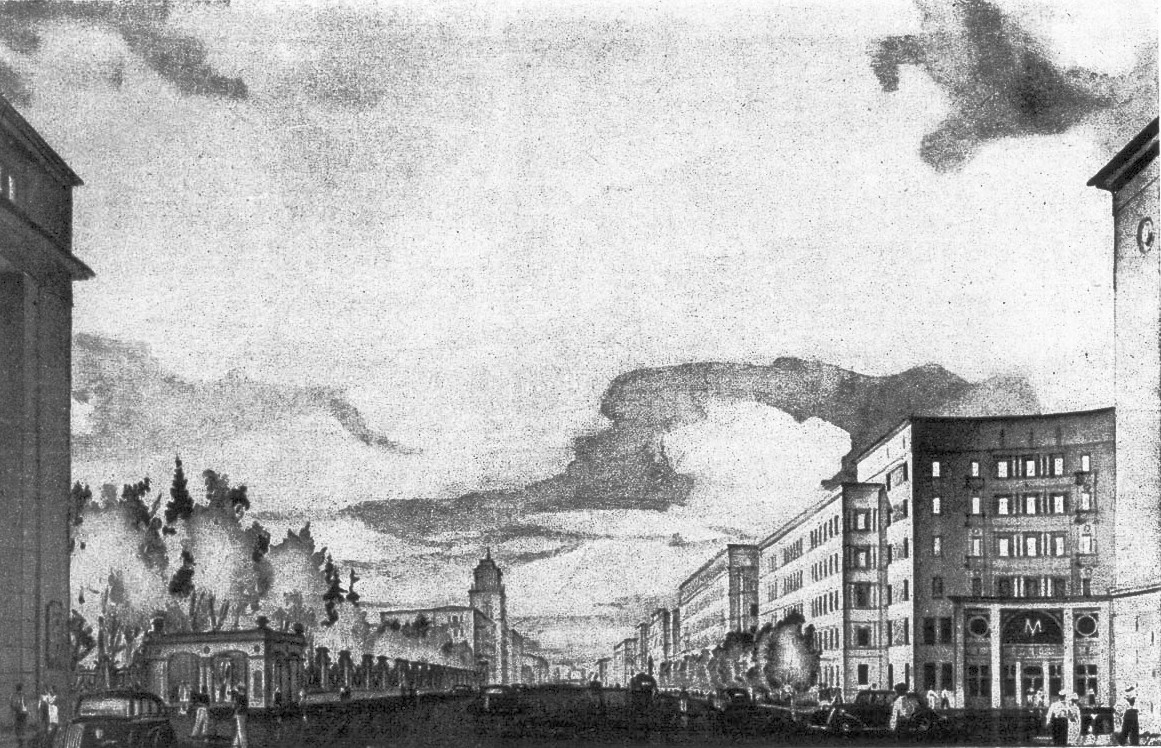
Проект реконструкции пр. Стачек с изображением станции «Сад 9-го января»

На первой очереди довоенного проекта, в котором предполагалось 12 станций и 16,5 км пути (с открытием в декабре 1942 года), между «Нарвской» (тогда, в проекте, — «Площадью Стачек») и «Кировским заводом» должна была быть расположена станция «Сад 9 января», от строительства которой отказались по завершении Великой Отечественной войны после последующей переработки проекта в целях экономии (в которой был приоритет на преимущественно прямое пролегание пути), в результате чего открывшийся 15 ноября 1955 года вместе с остальной линией от «Автово» до «Площади Восстания» перегон «Нарвская» — «Кировский завод» является одним из самых длинных на линии.

## В массовой культуре

### В литературе
- Станция появляется в постапокалиптическом романе Владимира Березина «Путевые знаки». Согласно ему, на «Нарвской» сидит бандитская банда «летунов», всячески подчеркивающие своё название ношением курток стиля «пилот».

### В компьютерных играх
Станция присутствует на вымышленной Малиновой линии в дополнении (моде) «Metrostroi Subway Simulator» к игре «Garry's Mod» в Steam под никогда не существовавшим у неё в реальности названием «Сталинская». «Игроками-энтузиастами» смоделирована и подключена к системе СЦБ с основным средством сигнализации в виде автоблокировки со светофорами и защитными участками, дополненной АЛС-АРС (также в реальности применяющейся на Кировско-Выборгской линии) и функционирует в виде аддонов в Steam Workshop. Дополнение отличается от других компьютерных симуляторов поезда высокой реалистичностью и широкой кастомизацией каких-либо действий.